# 莱娜·豪
莱娜·韋斯特高·豪（丹麥語：Lene Vestergaard Hau，丹麥語：[ˈle̝ːnə ˈvestɐˌkɒˀ ˈhɑw]；1959年11月13日—）是一名丹麥物理學家和教育家。她是哈佛大學Mallinckrodt物理學和應用物理學的教授。
1999年，莱娜·豪領導的哈佛大學團隊通過使用玻色–愛因斯坦凝聚，成功地將一束光減緩到秒速約17米，並在2001年能夠完全停止一束光。後來基於這些實驗的工作導致光向物質的轉移，然後從物質回到光，這個過程對量子加密和量子計算有重要影響。最近的工作是研究超冷原子和奈米尺度系統之間的新的相互作用。除了教授物理學和應用物理學，她還在哈佛大學教授能源科學 ，涉及太陽能電池、核動力、電池和光合作用。除了自己的實驗和研究外，她還經常被邀請在國際會議上發言，並參與構建各機構的科學政策。她是2013年哥本哈根精英研究會議（EliteForsk-konferencen）的主講人，出席會議的有政府部長以及丹麥的高級科學政策和研究開發人員。
為了表彰她的眾多成就，《發現》雜誌在2002年將她評為科學界最重要的50位女性之一